# Erwin Rösener
Erwin Friedrich Karl Rösener (Schwerte, 2 februari 1902 - Ljubljana, 4 september 1946) was een Duitse officier en SS-Obergruppenführer (luitenant-generaal). Hij was generaal in de Waffen-SS en de politie tijdens de Tweede Wereldoorlog. Als HSSPF "Alpenland" (Wehrkreis XVIII, Salzburg) was Rösener gezaghebbend over de nazi-eugenetica- en Volkstumspolitik in Untersteiermark, Karinthië en Neder-Krain. Rösener was ook parlementslid voor de NSDAP in de Rijksdag.
Hij werd schuldig bevonden aan oorlogsmisdrijven en werd op 30 augustus 1946 tot de dood veroordeeld.

## Leven

### Afkomst en studie
Rösener werd geboren in het ten westen van het Ruhrgebied gelegen Westfalische industriegebied Schwerte en in de evangelische kerk opgenomen. Schwerte had een bewonersaantal van 12.000 en behoorde tot het Landkreis Hörde. Hij ging tot de vierde klas naar de middelbare school, en van 1913 tot 1916 naar de Realschule in de stad Buer. Na zijn schooltijd volgde hij tussen 1917 en 1921 een opleiding voor elektricien. Hij ontwikkelde zich verder, door aansluitend een avondschool in Aken en een technische trainingsschool te volgen. Hierna was hij voor diverse bedrijven werkzaam, waarvan Deutschen Elektrizitäts-Werken (DEW) in Aken als laatste.

### Politieke carrière
Op 6 november 1926 werd hij lid van de NSDAP. Hij werkte tussen 1927 en 1928 als Ortsgruppenleiter in Aken, en daarna als Abschnittsleiter en als verzekeringsvoorzitter bij de gouwleider Rijnland. Gezien zijn lidmaatschap van de NSDAP, werd hij ook in de Sturmabteilung opgenomen. In 1927 was hij al tot SA-Sturmführer (tweede luitenant) bevorderd en leidde in 1928/1929 de SA-Sturm 16 in Aken. In oktober 1929 diende hij een aanvraag in voor toelating tot de SS. Zijn verzoek werd in 1930 goedgekeurd, en hij werd overgedragen in de rang van SA-Sturmführer van de SA naar de SS.
Rösener kreeg het SS-nummer: 3 575, en werd op 4 november 1930 als SS-Oberscharführer (sergeant der 1e Klasse) aan de SS-Sturm 73 in Aken toegewezen. Op 18 februari 1931 volgde zijn bevordering tot SS-Sturmführer. En op 21 december 1931 naar SS-Sturmhauptführer (kapitein). In 1932 ging hij naar de Reichsführerschule in München, en werd daarop op 30 januari 1933 bevorderd tot SS-Sturmbannführer (majoor).

### Overname van de macht
SS-Oberführer Rösener deelde het hoofd van het SS-Personalamt mee dat hij zich 'momenteel in grote financiële verlegenheid' bevond, hij had in de 'strijdperiode' - zoals alle partijgenoten - grote schulden gemaakt en moest daarna van ondersteuning door zijn ouders en broers en zusters leven.

### Na de machtsovername
Op verzoek van de in Aken werkzame SS-Sturmbannführer Erwin Rösener moest de hoofdredacteur van de Akense arbeiderskrant, Arthur May, naar een verhoor in Jülich gebracht worden. De politieleiding van Aken, lieten de in Schutzhaft zittende Arthur May aan een aantal SS'ers die in een open vrachtwagen waren afgereisd over. Na zijn transport in de nacht van 21 op 22 juni 1933 werd Arthur May op 22 juni 1933 in de Jülich-citadel door SS-hulppolitie geëxecuteerd. Als doodsoorzaak werd opgegeven; "op de vlucht neergeschoten" („auf der Flucht erschossen“).

## Tweede Wereldoorlog
Van midden september 1940 tot midden december 1941 was Rösener HSSPF „Rhein“, en aansluitend tot het einde van de oorlog HSSPF „Alpenland“. In deze functie was Rösener in Slovenië bij de partizanenstrijd ingezet. In zijn functie als HSSPF „Alpenland“ gaf hij het bevel tot het doden van burgers, gegijzelden en krijgsgevangenen. Hij werkte samen met Leon Rupnik en Gregorij Rožman. In juli 1944 werd hij tot generaal in de Waffen-SS en de politie (General der Waffen-SS und der Polizei) bevorderd, en een maand later bevorderd tot Obergruppenführer (luitenant-generaal). Vanaf het begin van oktober 1944 was hij de hoogste commandant van de krijgsgevangenen in het militair district 18 (Wehrkreis XVIII), en vanaf april 1945 de commandant van het achterhoede gelegen gebied van de Heeresgruppe E (Rückwärtiges Heeresgebiets).

### Veroordeling en terechtstelling

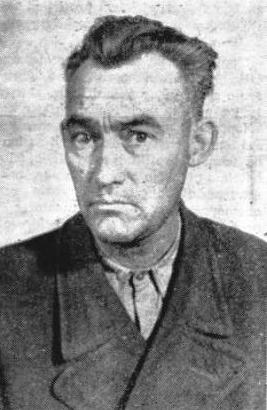
Erwin Rösener in afwachting van zijn proces.

In mei 1945 vluchtte Rösener naar Oostenrijk, maar werd toch op 17 mei in een militair hospitaal bij Spittal an der Drau in een Wehrmachtsuniform met Wehrmachtsdocumenten door de Britten ontdekt. Hij werd in een groot krijgsgevangenkamp in Cinecitta bij Rome gebracht, en werd vanuit daar weer aan Joegoslavië uitgeleverd. Na een proces werd hij op 30 augustus 1946 tot de doodstraf veroordeeld, en op 4 september 1946 opgehangen. Een andere bron vermeldt een terechtstelling op 31 augustus 1946.

### Familie en gezondheid
Rösener trouwde op 21 september 1940 met Gudrun Heidinger uit Wiesbaden.
Rösener wendde zich in 22 april 1942 tot Wolff met het verzoek Himmler voorzichtig bij te brengen dat ook zijn tweede huwelijk wegens een aanstaand buitenechtelijk vaderschap was misgelopen, terwijl hij zich schaamde om zelf "voor de Reichsführer te verschijnen om hem te zeggen: Reichsführer, hier sta ik voor de tweede keer en weer moet ik u deze zorgen bereiden". Nadat de scheiding was uitgesproken en Rösener opnieuw in het huwelijk was getreden, maakte Himmler consequent gebruik van Röseners zwakte en ging ertoe over diens huwelijk regelrecht te bewaken.
Rösener was drie keer getrouwd en kreeg in totaal drie kinderen.
Na het onderzoek van Erwin Rösener HSSPS Alpenland, constateerde een specialist in zenuwziekte in mei 1944: "bij deze bijzonder krachtige, gezonde 42-jarige man een uitputting van de zenuwkrachten die enerzijds wordt veroorzaakt door overmatige en aanhoudende belasting, anderzijds door vegetatieve storingen als gevolg van schildklierproblemen, die door zijn levenswijze veroorzaakt en verergerd worden. Het gaat dus om een vermoeidheidstoestand die op de uitputting van de aanzienlijke reservekrachten terug te voeren is."
In augustus 1944 gaf een andere arts na onderzoek het advies om Rösener op te laten nemen in de SS-villa Karlsbad

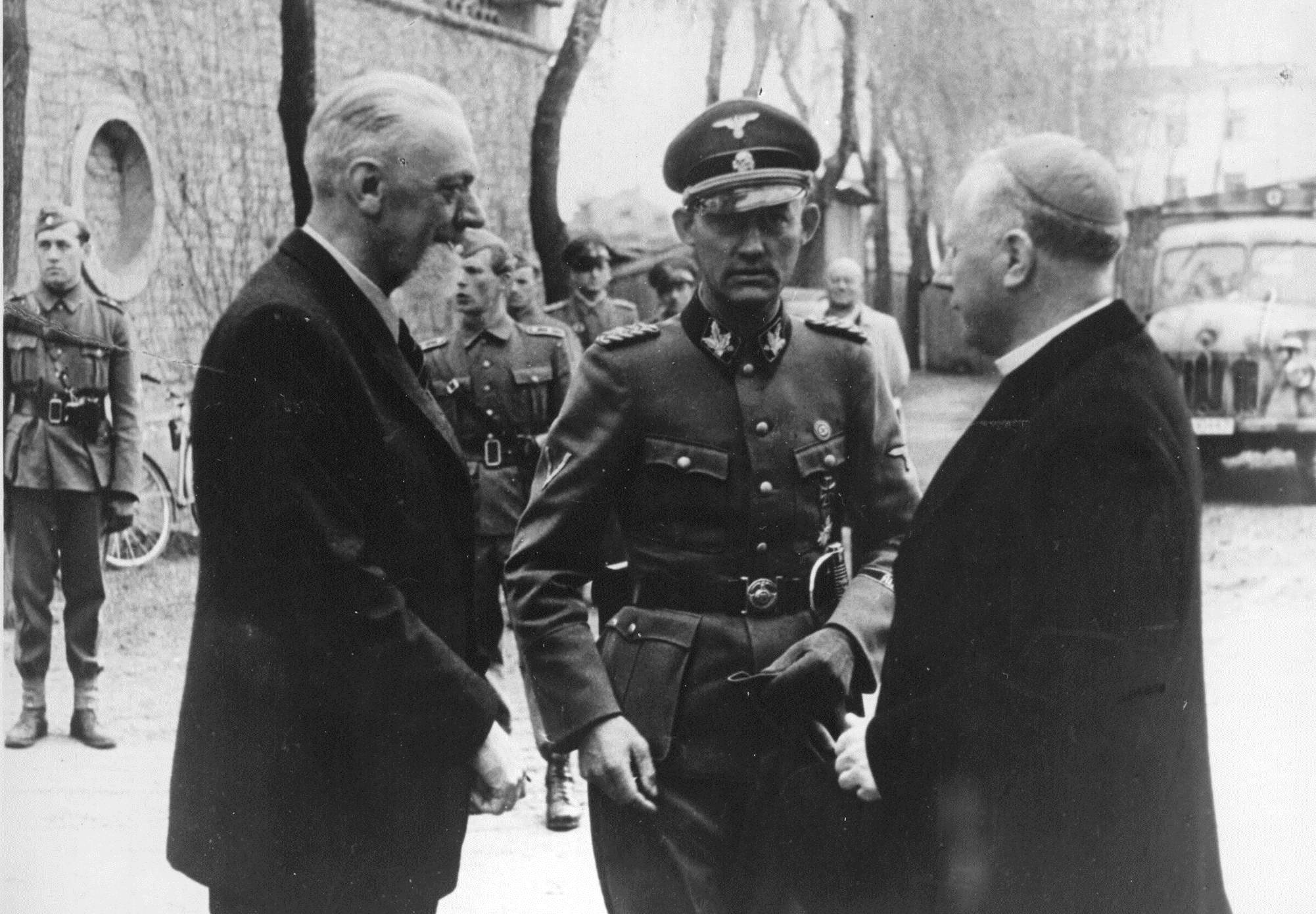
SS-Gruppenführer Rösener in gesprek met Lev Rupnik en Gregorij Rožman.

## Carrière
Rösener bekleedde verschillende rangen in zowel de Sturmabteilung als Allgemeine-SS. De volgende tabel laat zien dat de bevorderingen niet synchroon liepen.
| Datums                                             | Sturmabteilung | Allgemeine-SS          | Heer                                                | Politie                       | Waffen-SS                |
| -------------------------------------------------- | -------------- | ---------------------- | --------------------------------------------------- | ----------------------------- | ------------------------ |
| 6 november 1926                                    | SA-Mann        | —                      | —                                                   | —                             | —                        |
| 1929                                               | SA-Sturmführer | —                      | —                                                   | —                             | —                        |
| 4 november 1930                                    | —              | SS-Anwärter            | —                                                   | —                             | —                        |
| 4 oktober 1930 - 4 november 1930                   | —              | SS-Mann                | —                                                   | —                             | —                        |
| 6 november 1930 (met ingang van 4 november 1930)   | —              | SS-Truppführer         | —                                                   | —                             | —                        |
| 4 november 1930                                    | —              | SS-Oberscharführer     | —                                                   | —                             | —                        |
| 26 februari 1931 (met ingang van 18 februari 1931) | —              | SS-Sturmführer         | —                                                   | —                             | —                        |
| 21 december 1931                                   | —              | SS-Sturmhauptführer    | —                                                   | —                             | —                        |
| 20 februari 1933 (met ingang van 30 januari 1933)  | —              | SS-Sturmbannführer     | —                                                   | —                             | —                        |
| 20 november 1933 (met ingang van 9 november 1933)  | —              | SS-Obersturmbannführer | —                                                   | —                             | —                        |
| 13 mei 1934 (met ingang van 12 mei 1934)           | —              | SS-Standartenführer    | —                                                   | —                             | —                        |
| 30 maart 1935                                      | —              | —                      | Gefreiter der Reserve und Reserve-Offizier-Anwärter | —                             | —                        |
| 1 januari 1936                                     | —              | —                      | Unteroffizier der Reserve                           | —                             | —                        |
| 13 september 1936                                  | —              | SS-Oberführer          | —                                                   | —                             | —                        |
| 9 november 1939                                    | —              | SS-Brigadeführer       | —                                                   | —                             | —                        |
| 15 april 1941                                      | —              | —                      | —                                                   | Generalmajor in de politie    | —                        |
| 9 november 1941                                    | —              | SS-Gruppenführer       | —                                                   | Generalleutnant in de politie | —                        |
| 1 augustus 1944 (met ingang van 1 juli 1944)       | —              | SS-Obergruppenführer   | —                                                   | Generaal in de politie        | Generaal in de Waffen-SS |

## Lidmaatschapsnummers
- NSDAP-nr.: 46 771[2][5][23][26] (lid geworden 6 november 1926[6][7][9][27])
- SS-nr.: 3 575[2][5][23][26] (aangemeld oktober 1929; geaccepteerd in 1930[2][7][9][27])

## Onderscheidingen
Selectie:
- IJzeren Kruis 1939, 1e Klasse[26][28] (14 december 1943[5][27]) en 2e Klasse[26] (15 augustus 1942[5][27])[6][7][22]
- Duits Kruis in goud op 27 januari 1945 als SS-Obergruppenführer en Generaal in de Waffen-SS en de politie en HSSPF "Alpenland"[5][6][7][22][27]
- Gouden Ereteken van de NSDAP[7][22][26][25] (nr.46771[29]) in 1934[5][4]
- Bandenkampfabzeichen in zilver op 12 augustus 1944[5][6][7][22][27]
- Kruis voor Oorlogsverdienste, 1e Klasse[28][26] (20 april 1942[5][22][27]) en 2e Klasse[26] (20 januari 1942[5][27]) met Zwaarden[6][7]
- Commandeurskruis in de Orde van Verdienste (Hongarije) op 27 maart 1939[5][27]
- Grootofficier in de Sint-Alexanderorde (Bulgarije) in maart 1944[5][27]

## Afkorting
- mit der Führung beauftragt (m. d. F. b.) - vrije vertaling: met het leiderschap belast